# Adam Richman
Adam Richman (New York, 16 maggio 1974) è un attore e conduttore televisivo statunitense.
È conosciuto per essere stato il presentatore del programma televisivo Man vs. Food e del suo sequel Man vs. Food Nation.

## Biografia
Richman è nato in una famiglia ebrea ed è cresciuto a Brooklyn, New York. Si è diplomato nella High School di Midwood. Ha completato il suo corso di laurea in Studi Internazionali presso la Emory University di Atlanta, in Georgia, e ha conseguito un master dalla Yale School of Drama. Mentre frequentava la Emory University, Richman era un membro della confraternita Alpha Epsilon Pi. Richman, figlio unico, risiede ancora nella sua città natale di Brooklyn.

## Carriera
La sua carriera di attore ha incluso ruoli in Sentieri e in Law & Order - Il verdetto. Nel 2004 ha interpretato Dio nelle vesti di un macellaio in Joan of Arcadia. Oltre ad apparire in produzioni teatrali regionali in tutti gli Stati Uniti, Richman è stato visto anche in diversi spot televisivi nazionali.
Come esperto di cibo autodidatta e chef qualificato di sushi, Richman ha tenuto un diario di viaggio che include ogni ristorante che ha visitato dal 1995. Per mantenere la sua salute, mentre conduceva il suo show su Travel Channel Man vs. Food (che ha condotto dal 2008 al 2011) Richman si esercitava due volte al giorno in strada. Quando la pianificazione l'avesse permesso, avrebbe digiunato a partire dal giorno prima di una sfida, cercando di rimanere idratato bevendo molta acqua o soda, rinunciando al caffè e a bevande alcoliche. Richman si è ritirato dalle sfide culinarie nel gennaio 2012, quindi, Man vs. Food Nation è stata la stagione finale di Man vs. Food.
Richman è stato pagato per fare da portavoce per lo Zantac durante la stagione 3 di Man vs. Food.
Egli è anche l'autore del libro America the Edible: A Hungry History from Sea to Dining Sea, pubblicato il 9 novembre 2010 da Rodale Publishing.
Il 23 gennaio 2011, Richman appare sul canale Food Network, nella trasmissione Iron Chef America, come giudice per una sfida che aveva il formaggio gruviera come ingrediente a tema.
Richman è anche ospite di The Traveler's Guide to Life, che ha debuttato il 26 gennaio 2011 sul canale Travel Channel, in Incredibile Eats, uno spin-off della sua popolare serie Man vs. Food e Man vs. Food Nation che ha debuttato l'11 gennaio 2012.
Richman ha presentato la serie TV Best Sandwich Adam Richman in America. Questa serie settimanale di 11 episodi, documenta la ricerca a livello nazionale per trovare la cosa migliore dal pane al pane a fette. Egli ha infine dichiarato il panino di maiale arrosto da Tommy DiNic al Philadelphia Reading Terminal Market, il "migliore Sandwich d'America".
Nel 2014 conduce il programma Man Finds Food.

## Vita privata
Dopo la conduzione di Man vs. Food, il presentatore ha iniziato a soffrire di problemi di salute, dovuti alla scorretta alimentazione tenuta durante la conduzione del programma. Per tali motivi, ha deciso di smettere di condurre programmi gastronomici e di cambiare vita, dedicandosi a perdere peso e rimettersi in salute.

## Filmografia

### Attore

#### Televisione
- Joan of Arcadia - serie TV, episodio 1x14 (2004)
- La valle dei pini (All My Children) - serial TV, episodio 8908 (2004)
- Law & Order - Il verdetto (Law & Order: Trial by Jury) - serie TV, episodio 1x13 (2005)
- Sentieri (The Guiding Ligh) - serial TV, episodio 15037 (2006)
- My Ex Life, regia di Kelsey Grammer - film TV (2006)

### Presentatore
- Man vs. Food (2008-2012)
- The Traveler's Guide to Life (2011)
- Adam Richman's Best Sandwich in America (2012)
- Adam Richman's Fandemonium (2013)
- Food Fighters (2014-2016)
- Man Finds Food (2014)
- Food Mania: I magnifici anni 80 (2022)

## Doppiatori italiani
- Fabrizio Russotto in Man vs. Food (versione di Fine Living e Food Network) e Man Finds Food
- Oreste Baldini in Man vs. Food (versione di DMAX), Man vs. Food: cronache carnivore e Food Fighters